# 10 stycznia
10 stycznia jest 10. dniem w kalendarzu gregoriańskim. Do końca roku pozostało 355 (w latach przestępnych 356) dni.

## Święta
- Imieniny obchodzą: Agaton, Anna, Dobrosław, Egidia, Grzegorz, Idzi, Jan, Kolumba, Leonia, Marcjan, Mojmir, Nikanor, Nikanora, Paweł, Petroniusz, Piotr i Wilhelm.
- Benin – Święto Suwerenności Ludowej
- Wspomnienia i święta w Kościele katolickim[1][2] obchodzą:
  - św. Agaton (papież)
  - bł. Anna de Monteagudo (dominikanka)
  - św. Domecjan, biskup Meliteny (Po-święto Teofanii w Kościele neounickim)[3]
  - bł. Gonsalwy z Amaranto (prezbiter)
  - bł. Grzegorz X (papież)
  - św. Grzegorz z Nyssy (ojciec Kościoła) – także w Kościele neounickim[3] w ramach po-święta Teofanii
  - św. Marcjan – w Kościele neounickim[3] w ramach po-święta Teofanii
  - bł. María Dolores Rodríguez Sopeña Ortega (dziewica)
  - św. Piotr Orseolo (doża)
  - św. Wilhelm z Donjeon (Wilhelm z Bourges, Wilhelm Wyznawca)

## Wydarzenia w Polsce
- 1360 – Dokonano ścisłego i ostatecznego rozdziału księstwa głogowskiego na część królewską i książęcą.
- 1534 – Biskup chełmiński Jan Dantyszek potwierdził stare i nadał nowe przywileje oraz pieczęć i herb miejski Wąbrzeźnu.
- 1569 – Na zamku w Lublinie rozpoczęły się obrady Sejmu poprzedzające zawarcie unii polsko-litewskiej.
- 1723 – Poświęcono kościół (obecnie katedra) Trójcy Przenajświętszej w Drohiczynie.
- 1765 – Król Stanisław August Poniatowski powołał Komisję Menniczą.
- 1861 – We Lwowie pisarz i publicysta Walery Łoziński stanął do pojedynku na szable ze swoim kolegą redakcyjnym z „Czytelni Akademickiej” Karolem Cieszewskim(inne języki), w czasie którego został ranny w skroń i zmarł 30 stycznia na skutek pourazowego zapalenia opon mózgowych i zakażenia krwi.
- 1899 – Na łamach krakowskiego czasopisma „Życie” ukazał się esej Confiteor Stanisława Przybyszewskiego, który stał się manifestem polskiego modernizmu.
- 1935 – Zwodowano trałowiec ORP „Mewa”.
- 1940 – Niemiecki Selbstschutz dokonał ostatniej masowej egzekucji w lesie Barbarka pod Toruniem. Od 28 października 1939 roku zamordowano tam 600–1200 przedstawicieli polskiej inteligencji oraz elit gospodarczych i politycznych z Torunia i okolic.
- 1957:
  - 4 osoby zginęły w Fabianowie koło Pleszewa w wyniku napadu na taksówkę, którą przewożono pieniądze na wypłaty dla pracowników jednego z okolicznych przedsiębiorstw.
  - Sformowano Wojskową Służbę Wewnętrzną.
- 1967 – Wyemitowano premierowe wydanie programu telewizyjnego Latający Holender.
- 1981 – Zakończono akcję gaszenia pożaru szybu naftowego we wsi Krzywopłoty koło Karlina.
- 1982:
  - Stan wojenny: przywrócono łączność telefoniczną w miastach.
  - Wisła przerwała wały w okolicach Płocka i zatopiła część miasta i okoliczne wsie. Powódź spowodował zator lodowy na Jeziorze Włocławskim.
- 1983 – Premiera komedii filmowej Filip z konopi w reżyserii Józefa Gębskiego.
- 1987 – Premiera filmu Przypadek w reżyserii Krzysztofa Kieślowskiego.
- 1989 – Reaktywowano towarzystwo gimnastyczne „Sokół”.
- 1990 – 19 górników zginęło w wyniku wybuchu metanu w KWK „Halemba” w Rudzie Śląskiej.
- 1991 – 10 policjantów zginęło w katastrofie śmigłowca Mi-8 w Bieszczadach.
- 1993 – Premiera filmu Trzy kolory. Niebieski w reżyserii Krzysztofa Kieślowskiego.
- 1998 – W Słupsku został śmiertelnie pobity przez policjanta 13-letni kibic miejscowej drużyny koszykarskiej, co wywołało kilkudniowe zamieszki w mieście.
- 1999 – Odbył się 7. Finał Wielkiej Orkiestry Świątecznej Pomocy.
- 2003 – Sejm RP powołał komisję śledczą w sprawie afery Rywina.
- 2007 – Sławomir Skrzypek został wybrany przez Sejm RP na stanowisko prezesa NBP.
- 2009 – Tomasz Sikora jako pierwszy Polak w historii został liderem Pucharu Świata w biathlonie.
- 2010 – Odbył się 18. Finał Wielkiej Orkiestry Świątecznej Pomocy.
- 2016 – Odbył się 24. Finał Wielkiej Orkiestry Świątecznej Pomocy.
- 2017 – Minister spraw zagranicznych Witold Waszczykowski, w wypowiedzi dla mediów po powrocie z obrad Rady Bezpieczeństwa ONZ w Nowym Jorku, poinformował o swojej rozmowie w ich trakcie z ministrem spraw zagranicznych nieistniejącego państwa San Escobar.

## Wydarzenia na świecie

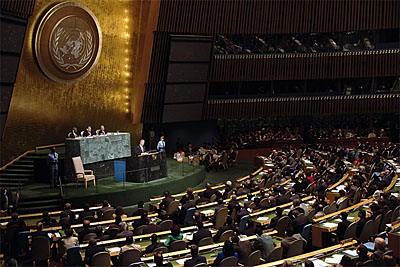
Zgromadzenie Ogólne ONZ w trakcie obrad

- 49 p.n.e. – Juliusz Cezar przekroczył na czele swej armii Rubikon w północnych Włoszech, rzekomo wypowiadając podczas przeprawy słowa: Alea iacta est (z łac. dosł. kostka została rzucona). Przekroczenie rzeki było jednoznaczne z rozpoczęciem wojny domowej przeciwko Pompejuszowi i optymatom.
- 9 – Wang Mang ogłosił się cesarzem Chin – koniec pierwszego okresu rządów dynastii Han.
- 236 – Św. Fabian został wybrany na papieża.
- 976 – Bazyli II Bułgarobójca został cesarzem bizantyńskim.
- 1055 – Spitygniew II został księciem Czech.
- 1072 – Normanowie pod wodzą Roberta Guiscarda zdobyli znajdujące się pod panowaniem arabskim Palermo.
- 1278 – II wojna askańska: miała miejsce bitwa pod Frohse.
- 1289 – Książę bytomski Kazimierz złożył w Pradze hołd lenny królowi Czech Wacławowi II.
- 1356 – Została ogłoszona Złota Bulla Karola IV, dokument reformujący ustrój polityczny Świętego Cesarstwa Rzymskiego.
- 1422 – II krucjata antyhusycka: zwycięstwo husytów w bitwie pod Niemieckim Brodem.
- 1430 – Książę Burgundii Filip III Dobry założył w Brugii rycerski Zakon Złotego Runa.
- 1475 – Hospodar mołdawski Stefan III Wielki pokonał Turków w bitwie pod Vaslui.
- 1478 – Została założona szkoła Leonarda da Vinci.
- 1514 – W Wenecji spłonął doszczętnie kościół św. Jana Jałmużnika i wiele okolicznych budynków.
- 1520 – W czasie pierwszego w historii rejsu wokółziemskiego wyprawa dowodzona przez Ferdynanda Magellana dotarła do estuarium La Plata w Ameryce Południowej.
- 1525 – Protestanci zniszczyli katedrę w Tartu w Estonii.
- 1534 – Papież Klemens VII erygował diecezję Santa Marta w Kolumbii.
- 1592 – Rozpoczęło się konklawe, które wybrało Klemensa VIII na następcę Innocentego IX.
- 1645 – W Tower of London został ścięty arcybiskup Canterbury i prymas Anglii William Laud.
- 1662 – Ludwik I Grimaldi został księciem Monako.
- 1726 – Darkiejmy (obecnie Oziorsk w obwodzie królewieckim) uzyskały prawa miejskie.
- 1776 – Brytyjski pisarz Thomas Paine opublikował pamflet polityczny Zdrowy rozsądek, w którym opowiedział się za niepodległością USA.
- 1851 – Henri Le Secq został wybrany na pierwszego członka tzw. Mission Héliographique – grupy fotografów, których zadaniem było sfotografowanie najważniejszych zabytków Francji.
- 1863 – W Londynie otwarto pierwszą na świecie linię metra.
- 1870:
  - John D. Rockefeller założył w Cleveland w stanie Ohio przedsiębiorstwo naftowe Standard Oil.
  - W Paryżu został zastrzelony podczas sprzeczki przez księcia Piotra Napoleona Bonapartego opozycyjny dziennikarz Victor Noir.
- 1871 – Założono Swierdłowskie Obwodowe Muzeum Krajoznawcze w Jekaterynburgu.
- 1889 – Francja ustanowiła protektorat nad Wybrzeżem Kości Słoniowej.
- 1901 – W Beaumont w Teksasie odkryto duże złoża ropy naftowej.
- 1904:
  - Amerykański astronom Raymond Smith Dugan odkrył planetoidę (521) Brixia.
  - Niemiecki astronom Max Wolf odkrył planetoidę (522) Helga.
- 1910 – Z Mauritiusa wypłynął w rejs na Cejlon brytyjski statek pasażerski „Loodiana(inne języki)” ze 175 osobami na pokładzie, po czym zaginął bez wieści.
- 1911 – Jimmy Erickson wykonał pierwsze w historii zdjęcia lotnicze (miasta San Diego w Kalifornii).
- 1914 – Rewolucja meksykańska: oddziały Pancho Villi zajęły miasto Ojinaga w stanie Chihuahua.
- 1920 – Wszedł w życie Traktat wersalski.
- 1921 – Wojna grecko-turecka: zwycięstwo wojsk tureckich w bitwie pod Inönü(inne języki).
- 1922 – Arthur Griffith został prezydentem Wolnego Państwa Irlandzkiego.
- 1923:
  - Wojska litewskie wkroczyły do administrowanego przez Ligę Narodów Okręgu Kłajpedy.
  - 45 górników zginęło w pożarze podziemnego wyrobiska w kopalni węgla kamiennego „Donnersmarckhütte” w Mikulczycach (obecnie dzielnica Zabrza).
- 1927 – Premiera niemieckiego filmu science fiction Metropolis w reżyserii Fritza Langa.
- 1929 – W czasopiśmie „Le Petit Vingtième(inne języki)” ukazał się pierwszy odcinek serii komiksowej Przygody Tintina belgijskiego rysownika Hergé’a.
- 1930 – Traper Joe Labelle odkrył zniknięcie mieszkańców inuickiej osady u brzegu jeziora Angikuni w Kanadzie. Sprawa ta po dziś dzień nie została rozwiązana.
- 1934 – W Lipsku został stracony skazany na śmierć za podpalenie Reichstagu holenderski komunista Marinus van der Lubbe.
- 1938:
  - Jan Kiepura wystąpił po raz pierwszy w nowojorskiej Metropolitan Opera.
  - W katastrofie samolotu Lockheed L-14 w okolicy Bozeman w stanie Montana zginęło 10 osób.
- 1941 – Kampania śródziemnomorska: 126 członków załogi lotniskowca HMS „Illustrious” zginęło u wybrzeży Sycylii w wyniku ataku niemieckiego lotnictwa na konwój, który ochraniał.
- 1943:
  - Front wschodni: pod Stalingradem Armia Czerwona rozpoczęła decydujące uderzenie na znajdujące się w okrążeniu wojska niemieckie.
  - Wojna na Pacyfiku: 105 członków załogi zginęło w zatopionym przez japońskie niszczyciele okręcie podwodnym USS „Argonaut”.
- 1945 – Abd al-Hamid Karami został premierem Libanu.
- 1946 – W Londynie otwarto pierwsze Zgromadzenie Ogólne ONZ z udziałem delegacji z 51 państw.
- 1947 – Grecki parowiec „Himara” wpadł na minę morską na południe od Aten, w wyniku czego zginęły 392 spośród 637 osób na pokładzie.
- 1952 – Premiera amerykańskiego filmu Największe widowisko świata w reżyserii Cecila B. DeMille’a.
- 1954 – 35 osób zginęło w katastrofie brytyjskiego samolotu de Havilland Comet u wybrzeży włoskiej wyspy Elba.
- 1957 – Harold Macmillan został premierem Wielkiej Brytanii.
- 1962 – Około 4 tys. osób zginęło po zejściu lawiny śnieżnej z andyjskiego szczytu Huascarán w Peru.
- 1964 – Po antyamerykańskich zamieszkach, które miały miejsce dzień wcześniej, Panama zerwała stosunki dyplomatyczne z USA.
- 1965 – 18 marynarzy zginęło w wyniku zatonięcia polskiego drobnicowca MS „Nysa” u wybrzeży Norwegii.
- 1966 – Indie i Pakistan podpisały w Taszkencie 10-punktową deklarację pokojową przewidującą m.in. wycofanie wojsk na pozycje sprzed wojny o Kaszmir we wrześniu 1965 roku.
- 1968:
  - John Gorton został premierem Australii.
  - USA utraciły podczas nalotów w Wietnamie 10-tysięczny samolot.
- 1969 – Szwecja jako pierwsze państwo zachodnioeuropejskie uznała Wietnam Północny.
- 1970 – Radziecki okręt podwodny K-8 prawdopodobnie rozmieścił zaporę z 20 min nuklearnych w Zatoce Neapolitańskiej.
- 1973 – W wyniku przejścia tornada nad San Justo w Argentynie zginęło 65 osób, a 350 zostało rannych.
- 1975 – W duńskim porcie Hanstholm zatonął polski trawler „Brda”, w wyniku czego zginęło 11 członków załogi.
- 1979 – Kambodża zmieniła nazwę na Ludowa Republika Kampuczy.
- 1981 – Wojna domowa w Salwadorze: rozpoczęła się generalna ofensywa lewicowych partyzantów z FMLN.
- 1982 – W szkockim Braemar zmierzono najniższą temperaturę w historii Wielkiej Brytanii (–27,2 °C).
- 1984:
  - Po 117 latach USA nawiązały ponownie stosunki dyplomatyczne ze Stolicą Apostolską.
  - W katastrofie bułgarskiego samolotu Tu-134A w Sofii zginęło 50 osób.
- 1985 – Daniel Ortega został prezydentem Nikaragui.
- 1989 – Rozpoczęła się ewakuacja interwencyjnych wojsk kubańskich z Angoli.
- 1990:
  - Chiński rząd zniósł stan wyjątkowy wprowadzony w maju 1989 roku.
  - Dokonano oblotu amerykańskiego samolotu pasażerskiego McDonnell Douglas MD-11.
- 1991 – Premier Litwy Kazimira Prunskienė podała się do dymisji.
- 1992 – W czasie sztormu na Pacyfiku z pokładu statku zostały zmyte 3 kontenery z 30 tysiącami gumowych kaczek, które następnie zostały rozniesione przez prądy morskie.
- 1994 – Podczas szczytu NATO w Brukseli został przyjęty program Partnerstwo dla Pokoju.
- 1995 – Rozpoczęły się Światowe Dni Młodzieży w Manili na Filipinach.
- 1997 – Arnoldo Alemán został prezydentem Nikaragui.
- 1998 – 35 osób zginęło w wyniku burzy lodowej (4–10 stycznia) na atlantyckim wybrzeżu USA i Kanady.
- 2000:
  - America Online kupiła Time Warner.
  - Kessai Note został prezydentem Wysp Marshalla.
- 2005 – Wystartował kanał telewizyjny Eurosport 2.
- 2006 – Airbus A380 w ramach wysokościowych testów silników wykonał pierwszy lot transatlantycki.
- 2007 – Karim Masimow został premierem Kazachstanu.
- 2008:
  - 19 osób, w tym 16 policjantów zginęło w samobójczym zamachu w pakistańskim mieście Lahaur.
  - Premiera indyjskiego mikrosamochodu Tata Nano, będącego najtańszym, seryjnie produkowanym samochodem na świecie.
- 2009:
  - Lotniskowiec USS „George H.W. Bush” wszedł do służby w US Navy.
  - Wojna w Pakistanie: 600 bojowników zaatakowało oddziały rządowe w okręgu Mohmand w pobliżu granicy z Afganistanem. W walkach zginęło 46 rebeliantów i 6 żołnierzy.
- 2010:
  - Chińskie media poinformowały, że w 2009 roku Chiny wyprzedziły Niemcy i zostały największym eksporterem na świecie. Całkowita wartość chińskiego eksportu wyniosła 1,2 bln, a niemieckiego 1,17 bln dolarów.
  - W drugiej turze wyborów prezydenckich w Chorwacji Ivo Josipović pokonał Milana Bandicia.
- 2011 – Powodzie w Queensland (Australia): fala powodziowa określana jako „lądowe tsunami” zalała miasto Toowoomba.
- 2012 – Christopher Loeak został prezydentem Wysp Marshalla.
- 2013:
  - Utworzono Park Narodowy Pinnacles w Kalifornii.
  - Wojna domowa w Mali: rozpoczęła się bitwa o Konnę.
  - W serii zamachów bombowych w Pakistanie zginęło co najmniej 118 osób, a 220 zostało rannych. Do najtragiczniejszych zamachów doszło w stolicy Beludżystanu Kwecie i w Dolinie Swat.
- 2014 – Konflikt w Republice Środkowoafrykańskiej: podczas nadzwyczajnego regionalnego szczytu Wspólnoty Gospodarczej Państw Afryki Środkowej (ECCAS) w stolicy Czadu Ndżamenie prezydent, Michel Djotodia i premier Nicolasem Tiangayem podali się do dymisji. P. o. prezydenta został przewodniczący parlamentu Alexandre-Ferdinand Nguendet.
- 2015:
  - Agnieszka Radwańska i Jerzy Janowicz pokonali 2:1 reprezentujących USA Serenę Williams i Johna Isnera w finale Pucharu Hopmana, turnieju tenisowego uznawanego za nieoficjalne mistrzostwa świata w grze mieszanej.
  - W podwójnym samobójczym zamachu bombowym na kawiarnię w alawickiej dzielnicy Dżabal Mohsen w libańskim mieście Trypolis zginęło 9 osób, a ponad 20 zostało rannych[4][5].
  - W przeprowadzonych przez dwie niepełnoletnie zamachowczynie samobójczych zamachach bombowych na targowisko w mieście Potiskum w północnej Nigerii zginęły 3 osoby, a 26 zostało rannych. Na targowisku w innym nigeryjskim mieście Maiduguri, w samobójczym zamachu bombowym przeprowadzonym przez niepełnoletnią zamachowczynię zginęło 20 osób, a 18 zostało rannych.
- 2017 – Amadou Gon Coulibaly został premierem Wybrzeża Kości Słoniowej.
- 2021 – Sadyr Dżaparow wygrał w pierwszej turze wybory prezydenckie w Kirgistanie.

## Zdarzenia astronomiczne ieksploracja kosmosu
- 1946 – Korpus Łączności Sił Lądowych Armii Stanów Zjednoczonych rozpoczął badanie powierzchni Księżyca przy pomocy fal radiowych (projekt „Diana”).
- 1968 – Amerykańska sonda Surveyor 7 wylądowała na Księżycu.
- 1969 – W kierunku Wenus została wystrzelona radziecka sonda Wenera 6.
- 1975 – Rozpoczęła się załogowa misja kosmiczna Sojuz 17.
- 1978 – Rozpoczęła się załogowa misja Sojuz 27 na stację orbitalną Salut 6.
- 2005 – Długookresowa Kometa Machholza znalazła się najbliżej Ziemi, będąc widoczną gołym okiem (osiągnęła jasność ok. 3,5 magnitudo).
- 2015 – Po raz pierwszy w historii lotów kosmicznych odzyskano główny stopień rakiety kosmicznej podczas startu. Dokonała tego rakieta Falcon 9 firmy SpaceX, której główny stopień udanie wylądował na platformie na Atlantyku.

## Urodzili się
- 626 – Husajn ibn Ali, trzeci imam szyitów (zm. 680)
- 1479 – Johannes Cochläus, niemiecki duchowny katolicki, teolog (zm. 1552)
- 1480 – Małgorzata Habsburg, księżna Sabaudii (zm. 1530)
- 1493 – Nicolaus Olahus, węgierski historyk, poeta (zm. 1568)
- 1547 – Gebhard Truchsess von Waldburg, niemiecki duchowny katolicki, arcybiskup Kolonii i książę-elektor Rzeszy, następnie duchowny protestancki (zm. 1601)
- 1559 – Kacper Warcab, polski duchowny katolicki, wykładowca Akademii Krakowskiej (zm. 1625)
- 1573 – Simon Marius, niemiecki astronom (zm. 1624)
- 1588 – Nicolaes Eliaszoon Pickenoy, holenderski malarz (zm. ok. 1653–1656)
- 1593 – Maurycy Sabaudzki, książę krwi Sabaudii, kardynał (zm. 1657)
- 1607 – Izaak Jogues, francuski jezuita, misjonarz, męczennik, święty (zm. 1646)
- 1610 – Louis Maimbourg, francuski jezuita, historyk (zm. 1686)
- 1628 – George Villiers(inne języki), angielski arystokrata, poeta, polityk (zm. 1687)
- 1644:
  - Louis-François de Boufflers, francuski dowódca wojskowy, marszałek Francji (zm. 1711)
  - Celestino Sfondrati, włoski kardynał (zm. 1696)
- 1669 – Alessandro Pascoli(inne języki), włoski lekarz, filozof, pisarz (zm. 1757)
- 1675 – Friedrich Vitzthum von Eckstädt, saski dyplomata, urzędnik dworski (zm. 1726)
- 1702 – Johannes Zick(inne języki), niemiecki malarz (zm. 1762)
- 1715 – Christian August Crusius, niemiecki filozof, teolog (zm. 1775)
- 1732 – Charles Monnet, francuski malarz, rysownik, ilustrator (zm. po 1808)
- 1744 – Thomas Mifflin, amerykański kupiec, generał, polityk (zm. 1800)
- 1745 – Isaac Titsingh, holenderski chirurg, przedsiębiorca, dyplomata (zm. 1812)
- 1747 – Abraham-Louis Bréguet, szwajcarski zegarmistrz, wynalazca (zm. 1823)
- 1748 – Antonio Carnicero, hiszpański malarz, rytownik (zm. 1814)
- 1750 – Thomas Erskine, brytyjski arystokrata, prawnik, polityk (zm. 1823)
- 1760:
  - Guillaume Guillon-Lethière, francuski malarz (zm. 1832)
  - Johann Rudolf Zumsteeg, niemiecki kompozytor, dyrygent (zm. 1802)
- 1763 – Joseph Lagrange, francuski generał (zm. 1836)
- 1765 – Adolf Ludvig Ribbing, szwedzki polityk, dyplomata (zm. 1843)
- 1769 – Michel Ney, francuski książę, dowódca wojskowy, marszałek Francji (zm. 1815)
- 1776 – Katarzyna Antonina Sowińska, polska działaczka patriotyczna i charytatywna (zm. 1860)
- 1780 – Martin Lichtenstein, niemiecki lekarz, odkrywca, zoolog (zm. 1857)
- 1783 – Ludvig Jacobson, duński anatom (zm. 1843)
- 1786 – Aleksander Czernyszow, rosyjski arystokrata, generał, polityk, dyplomata (zm. 1857)
- 1791 – Elżbieta Jaraczewska, polska pisarka (zm. 1832)
- 1800:
  - Józef Duchnowski, polski rzeźbiarz, kamieniarz (zm. 1851)
  - Lars Levi Læstadius, szwedzko-lapoński duchowny luterański, botanik, pisarz (zm. 1861)
- 1801 – Thierry Hermès, francuski przedsiębiorca (zm. 1878)
- 1802 – Carl von Ghega, austriacki inżynier, architekt (zm. 1860)
- 1803 – Gottfried Ludolf Camphausen, pruski polityk, premier Prus (zm. 1890)
- 1804 – Elie Frédéric Forey, francuski dowódca wojskowy, marszałek Francji (zm. 1872)
- 1806 – Camillo di Pietro, włoski kardynał (zm. 1884)
- 1810:
  - Jeremiah S. Black, amerykański polityk (zm. 1883)
  - William Clark Haines, brytyjski polityk kolonialny (zm. 1866)
- 1813 – Robert Enger, śląski hellenista, filozof, pedagog (zm. 1873)
- 1821 – Janko Matúška, słowacki poeta (zm. 1877)
- 1833 – August Robert Wolff, polski księgarz, wydawca (zm. 1910)
- 1834 – John Acton, brytyjski polityk, historyk (zm. 1902)
- 1836:
  - Josef Emler, czeski historyk (zm. 1899)
  - Charles Ingalls, amerykański pionier Dzikiego Zachodu (zm. 1902)
- 1840:
  - Louis-Nazaire Bégin, kanadyjski duchowny katolicki, arcybiskup Quebecu, kardynał (zm. 1925)
  - Franciszek Kostecki polski szlachcic, polityk, burmistrz Lipna, Wyszogrodu i Warki (ur. ok. 1792)
- 1841:
  - Antoni Chmielowski, polski duchowny katolicki, pisarz religijny (zm. 1918)
  - Moritz Fasal, austriacki przedsiębiorca pochodzenia żydowskiego (zm. 1919)
  - Rufus B. Weaver, amerykański anatom, wykładowca akademicki (zm. 1936)
- 1842 – Józef Dąbrowski, polski duchowny katolicki, uczestnik powstania styczniowego, działacz polonijny (zm. 1903)
- 1844 – Antoni Strzałecki, polski malarz, konserwator zabytków, kolekcjoner dzieł sztuki (zm. 1934)
- 1845 – Alexander Burgener, szwajcarski przewodnik górski (zm. 1910)
- 1847 – Gustav Behrend, niemiecki dermatolog, wenerolog, wykładowca akademicki pochodzenia żydowskiego (zm. 1925)
- 1848:
  - Reinhold Sadler, amerykański polityk pochodzenia niemieckiego (zm. 1906)
  - Theodor Seistrup, duński kat (zm. 1925)
- 1850 – Seweryn Smolikowski, polski historyk filozofii, kolekcjoner dzieł sztuki, bibliofil, filantrop (zm. 1920)
- 1852 – Wilhelm Kloske, polski duchowny katolicki, biskup pomocniczy gnieźnieński (zm. 1925)
- 1856 – Antoni Karbowiak, polski pedagog, historyk oświaty i wychowania (zm. 1919)
- 1858 – Heinrich Zille, niemiecki grafik, litograf, malarz, fotograf (zm. 1929)
- 1859:
  - Władysław Kozłowski, polski architekt (zm. 1925)
  - Nachum Sokołow, polski pisarz, dziennikarz, tłumacz, działacz syjonistyczny pochodzenia żydowskiego (zm. 1936)
- 1861 – Josiah Kerr, amerykański polityk (zm. 1920)
- 1862 – Reed Smoot, amerykański polityk, senator (zm. 1941)
- 1865 – Mary Ingalls, amerykańska pionierka Dzikiego Zachodu (zm. 1928)
- 1866 – Ludwig Aschoff, niemiecki anatomopatolog (zm. 1942)
- 1868 – Kōyō Ozaki, japoński poeta, prozaik, dziennikarz (zm. 1903)
- 1869 – Antin Warywoda, ukraiński pułkownik (zm. 1936)
- 1870 – Henri Rinck, francuski inżynier chemik, kompozytor szachowy (zm. 1952)
- 1871:
  - Nicholas Adontz, ormiański historyk, mediewista, armenista, bizantynolog (zm. 1942)
  - Hoeroa Tiopira, nowozelandzki rugbysta pochodzenia maoryskiego (zm. 1930)
- 1873 – George Orton, kanadyjski lekkoatleta, płotkarz i średniodystansowiec (zm. 1958)
- 1874 – Albert Mathiez, francuski historyk (zm. 1932)
- 1875 – Issai Schur, niemiecki matematyk pochodzenia żydowskiego (zm. 1941)
- 1877 – Józef Markowicz, polski ziemianin, polityk, poseł na Sejm RP (zm. 1939)
- 1878:
  - Theodor Čejka, czeski esperantysta (zm. 1957)
  - John McLean, amerykański lekkoatleta, płotkarz (zm. 1955)
- 1880:
  - Manuel Azaña, hiszpański polityk, prezydent Hiszpanii (zm. 1940)
  - Paolo Giobbe, włoski kardynał (zm. 1972)
- 1882:
  - Eugène Joseph Delporte, belgijski astronom (zm. 1955)
  - Joseph Werbrouck, belgijski kolarz torowy (zm. 1974)
- 1883 – Aleksiej Tołstoj, rosyjski pisarz (zm. 1945)
- 1884 – Wilhelm Gustav Franz Herter, niemiecki botanik, mykolog, wykładowca akademicki (zm. 1958)
- 1887:
  - Robinson Jeffers, amerykański poeta (zm. 1962)
  - Agnieszka Wisła, działaczka polonijna w Stanach Zjednoczonych (zm. 1980)
- 1889:
  - Efrem Forni, włoski kardynał (zm. 1976)
  - Nazaria Ignacia March Mesa, hiszpańska zakonnica, święta (zm. 1943)
  - Andrzej Rinkel, holenderski duchowny starokatolicki, biskup Utrechtu (zm. 1979)
- 1890 – Harold Alden, amerykański astronom (zm. 1964)
- 1892:
  - Alma Holland Beers, amerykańska botanik, mykolog (zm. 1974)
  - Melchior Wańkowicz, polski pisarz, dziennikarz, reportażysta, publicysta (zm. 1974)
- 1893 – Vicente Huidobro, chilijski poeta (zm. 1948)
- 1895:
  - Paweł Janeczko, polski kapitan pilot (zm. 1944)
  - Kadisz Luz, izraelski inżynier, ekonomista, polityk (zm. 1972)
- 1896:
  - Walter Blume, niemiecki pilot wojskowy, as myśliwski, inżynier (zm. 1964)
  - Ilja Marszak, rosyjski pisarz, popularyzator techniki pochodzenia żydowskiego (zm. 1953)
- 1897:
  - Tadeusz Niemców, polski podporucznik (zm. 1920)
  - Lia de Putti, węgierska aktorka (zm. 1931)
- 1898 – Katharine Burr Blodgett, amerykańska fizykochemik, wynalazczyni akademicka (zm. 1979)
- 1899 – Edward Turkington, amerykański rugbysta, urzędnik (zm. 1996)
- 1900:
  - Karl Linke, wschodnioniemiecki generał, szef wywiadu wojskowego (zm. 1961)
  - Teodoro Picado Michalski, kostarykański prawnik, polityk, prezydent Kostaryki pochodzenia polskiego (zm. 1960)
  - Julian Rzóska, polski zoolog, hydrobiolog, wykładowca akademicki (zm. 1984)
- 1901:
  - Witold Jabłoński, polski sinolog, historyk kultury, religioznawca, orientalista, tłumacz, wykładowca akademicki (zm. 1957)
  - Kazimieras Liaudis, litewski polityk komunistyczny (zm. 1989)
  - Artur Radziwiłł, polski ziemianin, porucznik (zm. 1939)
  - Pauline Starke, amerykańska aktorka (zm. 1977)
  - Henning von Tresckow, niemiecki generał (zm. 1944)
- 1902:
  - Emil Jerzyk, polski polityk, poseł na Sejm PRL (zm. 1982)
  - Grigorij Lewin, radziecki pułkownik (zm. 1983)
  - Leon Rzewuski, polski hrabia, kompozytor, pianista (zm. 1964)
- 1903:
  - Barbara Hepworth, brytyjska rzeźbiarka (zm. 1975)
  - Antanas Sniečkus, litewski polityk komunistyczny, przywódca Litewskiej SRR (zm. 1974)
- 1904:
  - Zoltán Bitskey, węgierski pływak (zm. 1988)
  - Ray Bolger, amerykański aktor i komik (zm. 1987)
  - Nestor (Sidoruk), rosyjski biskup prawosławny (zm. 1951)
  - Jan Werner, polski inżynier, konstruktor silników, wykładowca akademicki (zm. 1966)
- 1905:
  - Morian Hansen, duński żużlowiec (zm. 1995)
  - Wasyl Milianczuk, ukraiński fizyk-teoretyk, wykładowca akademicki (zm. 1958)
  - Lew Włodzimirski, radziecki generał porucznik, funkcjonariusz organów bezpieczeństwa (zm. 1953)
- 1906 – Piotr Kowalczyk, polski działacz komunistyczny, porucznik AL (zm. 1983)
- 1907 – Seweryn Pollak, polski poeta, tłumacz (zm. 1987)
- 1908:
  - Hilary Chełchowski, polski polityk, minister Państwowych Gospodarstw Rolnych, wicepremier, członek Rady Państwa, poseł na Sejm PRL (zm. 1983)
  - Paul Henreid, austriacki aktor (zm. 1992)
  - Beata Hłasko, polska tłumaczka (zm. 1975)
  - Töröbaj Kułatow, radziecki polityk (zm. 1984)
  - Bernard Lee, brytyjski aktor (zm. 1981)
  - Francis Ryan, amerykański piłkarz, trener (zm. 1977)
- 1909 – Konrad Ofierzyński, polski piłkarz, oficer (zm. 1940)
- 1910:
  - Bill Fiedler, amerykański piłkarz (zm. 1985)
  - Jerzy Szablowski, polski inżynier lotniczy (zm. 2003)
- 1911:
  - Kazimierz Guzik, polski geolog, wykładowca akademicki (zm. 1970)
  - Wasilij Zajcew, radziecki pułkownik pilot, as myśliwski (zm. 1961)
- 1912:
  - Maria Mandl, austriacka funkcjonariuszka nazistowska, zbrodniarka wojenna (zm. 1948)
  - Franciszek Mikrut, polski lekkoatleta, oszczepnik (zm. 2007)
  - Wanda Żółkiewska, polska pisarka (zm. 1989)
- 1913:
  - Gustáv Husák, słowacki polityk, działacz komunistyczny, prezydent Czechosłowacji (zm. 1991)
  - Mehmet Shehu, albański polityk komunistyczny, premier Albanii (zm. 1981)
- 1914:
  - Franciszek Wesołowski, polski organista, kompozytor, pedagog (zm. 2007)
  - Yu Kuo-hwa, tajwański polityk, premier Tajwanu (zm. 2000)
  - Jakub Zonszajn, polski poeta, prozaik, eseista pochodzenia żydowskiego (zm. 1962)
- 1915:
  - Laure Diebold, francuska działaczka ruchu oporu podczas II wojny światowej (zm. 1965)
  - Hans Heinrich Jescheck, niemiecki prawnik (zm. 2009)
- 1916:
  - Sune Bergström, szwedzki biochemik, laureat Nagrody Nobla (zm. 2004)
  - Bernard Binlin Dadié, iworyjski pisarz, działacz społeczno-kulturalny (zm. 2019)
- 1917:
  - Natalia Balicka, polska mikrobiolog, wykładowczyni akademicka (zm. 2009)
  - Genowefa Osiejowa, polska działaczka ludowa, poseł do KRN (zm. 1984)
  - Jerry Wexler, amerykański dziennikarz i producent muzyczny (zm. 2008)
- 1918:
  - Arthur Chung, gujański polityk, prezydent Gujany (zm. 2008)
  - Samariddin Sadijew, tadżycki aktor (zm. 1983)
  - Władysław Siakiewicz, polski podporucznik, żołnierz AK, cichociemny (zm. 1943)
  - Tadeusz Zawadziński, polski uczestnik podziemia antykomunistycznego (zm. 1948)
- 1919:
  - Janko Bobetko, chorwacki generał (zm. 2003)
  - Jan Wróblewski, polski podporucznik, żołnierz AK, uczestnik powstania warszawskiego (zm. 1944)
- 1920:
  - Stanisław Zbigniew Franczak, polski podporucznik pilot (zm. 1944)
  - Tadeusz Jastrzębowski, polski aktor, prezes ZASP (zm. 2001)
  - Longin Jurkiewicz, polski podporucznik piechoty, żołnierz AK, cichociemny (zm. 1943)
  - Stojan Ormandżiew, bułgarski piłkarz (zm. 2006)
- 1921:
  - Franciszek Bajor, polski nauczyciel, polityk, poseł na Sejm PRL (zm. 2002)
  - Halina Skibniewska, polska architektka, urbanistka, polityk, wicemarszałek Sejmu PRL (zm. 2011)
  - Rodger Ward, amerykański kierowca wyścigowy (zm. 2004)
- 1922:
  - Aldo Ballarin, włoski piłkarz (zm. 1949)
  - Ludwik Cienciała, polski autor tekstów gwarowych, gawędziarz (zm. 1984)
  - João de Freitas Branco, portugalski muzykolog, kompozytor, publicysta, matematyk (zm. 1989)
  - Michel Henry, francuski filozof, fenomenolog, pisarz (zm. 2002)
  - Billy Liddell, szkocki piłkarz (zm. 2001)
  - Ester Mägi, estońska kompozytor, pedagog (zm. 2021)
- 1923:
  - Mieczysław Kolasa, polski piłkarz, trener (zm. 2024)
  - Franz Schönhuber, niemiecki dziennikarz, polityk, eurodeputowany (zm. 2005)
  - Johannes Schwalke, niemiecki duchowny katolicki (zm. 2007)
- 1924:
  - Alicja Falniowska-Gradowska, polska historyk, profesor (zm. 2020)
  - Aila Meriluoto, fińska poetka, pisarka, tłumaczka (zm. 2019)
  - Max Roach, amerykański perkusista jazzowy (zm. 2007)
- 1925:
  - Barbara Koc, polska historyk i krytyk literatury (zm. 2013)
  - Florian Siwicki, polski generał armii, polityk, członek WRON, minister obrony narodowej (zm. 2013)
- 1926:
  - Jesús Loroño, hiszpański kolarz szosowy (zm. 1998)
  - Tadeusz Olechowski, polski polityk, minister handlu zagranicznego i spraw zagranicznych (zm. 2001)
  - Júlio Pomar, portugalski malarz, ilustrator książek (zm. 2018)
- 1927:
  - Gisele MacKenzie, amerykańska piosenkarka, aktorka pochodzenia kanadyjskiego (zm. 2003)
  - Aleksy Parol, polski kontradmirał (zm. 1994)
  - Lee Philips(inne języki), amerykański reżyser filmowy (zm. 1999)
  - Luciano Pigozzi, włoski aktor (zm. 2008)
  - Johnnie Ray, amerykański piosenkarz (zm. 1990)
  - Otto Stich, szwajcarski polityk, prezydent Szwajcarii (zm. 2012)
  - Wilfrid Stinissen, belgijski karmelita bosy, filozof (zm. 2013)
  - Jerzy Świderski, polski żołnierz AK, uczestnik powstania warszawskiego (zm. 1944)
- 1928:
  - Garri Abielew, rosyjski immunolog (zm. 2013)
  - Imre Hódos, węgierski zapaśnik (zm. 1989)
  - Iwan Kapitaniec, radziecki i rosyjski admirał floty (zm. 2018)
- 1929:
  - Douglas Hickox(inne języki), brytyjski reżyser filmowy (zm. 1988)
  - Ireneusz Kanicki, polski aktor (zm. 1982)
  - Kazimierz Trampisz, polski piłkarz (zm. 2014)
- 1930:
  - Julian Jończyk, polski rzeźbiarz (zm. 2007)
  - Jerzy Neugebauer, polski artysta fotograf
  - Mirosław Schlief, polski siatkarz, trener (zm. 2011)
  - Henryk Żakowiecki, polski polityk, poseł na Sejm PRL (zm. 2001)
- 1931:
  - Peter Barnes, brytyjski reżyser, scenarzysta i producent filmowy, dramaturg (zm. 2004)
  - Olaf B. Bjørnstad, norweski skoczek narciarski (zm. 2013)
  - Halina Daniszewska, polska polityk, poseł na Sejm PRL (zm. 2021)
  - Zygmunt Dmochowski, polski poeta (zm. 2013)
  - Jerzy Riegel, polski artysta fotograf (zm. 2019)
  - Jan (Ziziulas), grecki duchowny prawosławny, teolog, biskup metropolita Pergamonu (zm. 2023)
- 1932:
  - Bogdan Łysakowski, polski aktor (zm. 1993)
  - Louis Rwagasore, burundyjski działacz niepodległościowy, polityk, premier Burundi (zm. 1961)
  - József Szécsényi, węgierski lekkoatleta, dyskobol (zm. 2017)
  - Henryk Wójcikowski, polski aktor (zm. 1992)
- 1933:
  - Nadżah al-Attar, syryjska polityk
  - Sierafim Kołpakow, radziecki metalurg, polityk (zm. 2011)
- 1934:
  - Leonard Boswell, amerykański polityk (zm. 2018)
  - Łeonid Krawczuk, ukraiński ekonomista, polityk, prezydent Ukrainy (zm. 2022)
- 1935:
  - Herb Andress, niemiecki aktor (zm. 2004)
  - Sherrill Milnes, amerykański śpiewak operowy (baryton)
  - Angelo Mottola, włoski duchowny katolicki, arcybiskup, nuncjusz apostolski (zm. 2014)
  - Paweł Socha, polski duchowny katolicki, biskup pomocniczy zielonogórsko-gorzowski
- 1936:
  - Stephen E. Ambrose, amerykański historyk, pisarz (zm. 2002)
  - Lech Jęczmyk, polski tłumacz, eseista, publicysta, literaturoznawca (zm. 2023)
  - Roman Rogowski, polski duchowny katolicki, teolog dogmatyk (zm. 2023)
  - Carlo Simonigh, włoski kolarz torowy (zm. 2014)
  - Robert Woodrow Wilson, amerykański fizyk, astronom, laureat Nagrody Nobla
- 1937:
  - Simon Atallah, libański duchowny maronicki, biskup Baalbek-Dajr al-Ahmar
  - Janina Mendalska, polska kajakarka (zm. 1999)
  - Natalia Piekarska-Poneta, polska poetka (zm. 2013)
- 1938:
  - Donald Knuth, amerykański matematyk, informatyk
  - Willie McCovey, amerykański baseballista (zm. 2018)
- 1939:
  - David Horowitz(inne języki), amerykański pisarz pochodzenia żydowskiego
  - Wiesław Kazanecki, polski poeta, prozaik, publicysta (zm. 1989)
  - Mario Liverani, włoski historyk, archeolog
  - Scott McKenzie, amerykański piosenkarz (zm. 2012)
  - Sal Mineo, amerykański aktor (zm. 1976)
  - Aleksander Saków, polski lekkoatleta, oszczepnik (zm. 2022)
  - Anzelm Szteinke, polski duchowny katolicki, teolog, historyk (zm. 2024)
  - Bill Toomey, amerykański lekkoatleta, wieloboista
  - Jorge Toro, chilijski piłkarz (zm. 2024)
- 1940:
  - Zenon Bryk, polski generał dywizji
  - Jacques Ladègaillerie, francuski szpadzista
  - Maciej Moszew, polski architekt, szopkarz (zm. 2023)
  - Jan Pieszczachowicz, polski publicysta, krytyk literacki
  - Maciej Rayzacher, polski aktor, lektor, scenarzysta
  - K.J. Yesudas, indyjski piosenkarz
- 1941:
  - Tokuaki Fujita, japoński zapaśnik
  - Ilse Geisler, niemiecka saneczkarka
  - Dieter Gieseler, niemiecki kolarz torowy (zm. 2008)
  - Alicja Gołyska, polska polityk, poseł na Sejm PRL
  - Norbert Pospieszny, polski anatom zwierząt, wykładowca akademicki
  - Giacomo Santini, włoski dziennikarz sportowy, polityk, eurodeputowany
- 1942:
  - Jaime Graça, portugalski piłkarz (zm. 2012)
  - Walter Hill, amerykański reżyser, scenarzysta i producent filmowy
  - Anatolij Kornukow, rosyjski generał, dowódca Sił Powietrznych (zm. 2014)
  - Grzegorz Kowalski, polski rzeźbiarz, performer
  - Andrzej Szal, polski hokeista (zm. 2015)
- 1943:
  - Jan Chojnowski, polski prawnik, polityk, senator RP
  - Jim Croce, amerykański piosenkarz, kompozytor (zm. 1973)
  - Richard S. Hamilton, amerykański matematyk, laureat Nagrody Shawa w dziedzinie matematyki (zm. 2024)
  - Hans-Dieter Wesa, wschodnioniemiecki funkcjonariusz straży kolejowej, ofiara muru berlińskiego (zm. 1962)
- 1944:
  - George Carter, amerykański koszykarz (zm. 2020)
  - William Sanderson, amerykański aktor
  - Frank Sinatra Jr., amerykański piosenkarz (zm. 2016)
- 1945:
  - Gunther von Hagens, niemiecki anatom, patomorfolog
  - Rod Stewart, brytyjski piosenkarz
  - Jerzy Trzeszkowski, polski żużlowiec
  - Hanka Włodarczyk, polska reżyserka filmowa
- 1946:
  - Aynsley Dunbar(inne języki), brytyjski perkusista, członek zespołów: Jefferson Starship, Whitesnake, UFO i Journey
  - Robert Gadocha, polski piłkarz
  - Józef Łobocki, polski trener piłkarski (zm. 2004)
  - Andrzej Łuczeńczyk, polski prozaik, poeta (zm. 1991)
  - Sławomir Morawski, polski polityk, wojewoda ciechanowski, starosta powiatu ciechanowskiego
  - Sławomira Żerańska-Kominek, polska muzykolog
- 1947:
  - Jan Chojnacki, polski polityk, poseł na Sejm RP
  - George Alec Effinger, amerykański pisarz science fiction (zm. 2002)
  - Takashi Matsuoka, japońsko-amerykański pisarz
  - Afeni Shakur, amerykańska działaczka społeczna (zm. 2016)
  - Krzysztof Skudziński, polski reżyser filmowy
  - Peer Steinbrück, niemiecki ekonomista, polityk
  - Tiit Vähi, estoński inżynier, polityk, premier Estonii
- 1948:
  - Donald Fagen, amerykański muzyk, wokalista, kompozytor, członek zespołu Steely Dan
  - Teresa Graves, amerykańska aktorka, piosenkarka (zm. 2002)
  - Helga Konrad, austriacka filolog, działaczka samorządowa, polityk, minister ds. kobiet (zm. 2024)
  - Mischa Maisky, łotewsko-izraelski wiolonczelista
  - Bernard Thévenet, francuski kolarz szosowy
- 1949:
  - Carlos Alhinho, portugalski piłkarz, trener (zm. 2008)
  - Walter Browne, amerykański szachista (zm. 2015)
  - Dolores Cristina, maltańska nauczycielka, polityk
  - Kemal Derviş, turecki ekonomista, polityk (zm. 2023)
  - George Foreman, amerykański bokser (zm. 2025)
  - James Lapine(inne języki), amerykański reżyser teatralny
  - Linda Lovelace, amerykańska aktorka (zm. 2002)
- 1950:
  - Roy Blunt, amerykański polityk, senator
  - Ilir Boçka, albański polityk, dyplomata
  - Horst Hagen, niemiecki siatkarz
  - Stanisław Krajewski, polski filozof, matematyk, publicysta pochodzenia żydowskiego
  - Jolanta Morawska, polska polityk, poseł na Sejm PRL
  - Czesław Nogacki, polski aktor
  - Winfried Schäfer, niemiecki piłkarz, trener
  - Carlo Siliotto, włoski kompozytor, wiolonczelista
  - Aleksander Zajączkowski, polski zapaśnik, trener
- 1951:
  - Stanisław Achremczyk, polski historyk
  - Włodzimierz Gołaszewski, polski aktor, reżyser filmowy, poeta, taternik
  - Roman Gotfryd, polski bokser
  - Ireneusz Hartowicz(inne języki), polski operator filmowy
  - Łeonid Iszczuk, ukraiński piłkarz, trener (zm. 2024)
  - Jerzy Ringwelski, polski trener piłki ręcznej (zm. 2024)
  - Wiktor Zborowski, polski aktor, piosenkarz
- 1952:
  - Janina Kraus, polska polityk, poseł na Sejm RP
  - Ołeh Romanyszyn, ukraiński szachista
  - Gerhard Schöne, niemiecki piosenkarz
- 1953:
  - Pat Benatar, amerykańska piosenkarka pochodzenia polsko-irlandzkiego
  - Richard Domba, kongijski duchowny katolicki, biskup Doruma-Dungu (zm. 2021)
  - Roman Gądek, polski reżyser filmów animowanych
  - Jan Polkowski, polski poeta, dziennikarz, rzecznik prasowy Rady Ministrów
  - Bobby Rahal, amerykański kierowca wyścigowy
  - Mike Stern, amerykański gitarzysta jazzowy
- 1954:
  - Bairbre de Brún, północnoirlandzka polityk
  - Mark Seitz, amerykański duchowny katolicki, biskup El Paso
- 1955:
  - Nancy Dunkle, amerykańska koszykarka, trenerka
  - Choren Howhannisjan, ormiański piłkarz
  - Yasmina Khadra, algierski pisarz
  - Piotr Kozłowski, polski leśnik, polityk, poseł na Sejm RP
  - Michael Schenker, niemiecki gitarzysta, członek zespołów Scorpions i UFO
  - Franco Tancredi, włoski piłkarz, bramkarz
- 1956:
  - Amalia Kapłoniak, polska alpinistka
  - Antonio Muñoz Molina, hiszpański pisarz
  - Jan Sienkiewicz, polski filolog, działacz polonijny na Litwie
  - Kent Washington, amerykański koszykarz
- 1957:
  - Carsten Hansen, duński polityk
  - Wolfgang Ilgenfritz, austriacki samorządowiec, polityk (zm. 2013)
  - Igor Michalski, polski aktor, reżyser teatralny
  - Greg Walden, amerykański polityk
- 1958:
  - Eddie Cheever, amerykański kierowca wyścigowy
  - Dow Chenin, izraelski politolog, prawnik, polityk
  - Garry Cook, brytyjski lekkoatleta, średniodystansowiec
  - Ana Iliuță, rumuńska wioślarka
  - Samira Sa’id, marokańska piosenkarka
  - Anna Wasilewska, polska pedagog, działaczka samorządowa, polityk, członkini zarządu województwa warmińsko-mazurskiego, poseł na Sejm RP (zm. 2021)
  - Yu In-tak, południowokoreański zapaśnik
- 1959:
  - Chandra Cheeseborough, amerykańska lekkoatletka, sprinterka
  - Jeff Kaake, amerykański aktor
  - Henryk Petrich, polski bokser
  - Jan Plata-Przechlewski, polski filolog, autor komiksów
  - Maurizio Sarri, włoski trener piłkarski
  - Chris Van Hollen, amerykański polityk, senator
  - Fran Walsh, nowozelandzka aktorka, reżyserka, scenarzystka i producentka filmowa
  - Jan Zaborowski, polski związkowiec, polityk, poseł na Sejm RP
- 1960:
  - Gurinder Chadha, brytyjska reżyserka filmowa pochodzenia indyjskiego
  - Brian Cowen, irlandzki polityk, premier Irlandii
  - Kari Heikkilä, fiński hokeista, trener
  - Claudia Losch, niemiecka lekkoatletka, kulomiotka
  - Marcellin Yao Kouadio, iworyjski duchowny katolicki, biskup Daloa
- 1961:
  - William Ayache, francuski piłkarz, trener
  - Bill Shuster, amerykański polityk
  - Mark Venturini, amerykański aktor (zm. 1996)
  - Alaksandr Zimouski, białoruski dziennikarz, polityk
- 1962:
  - Choi Soon-ho, południowokoreański piłkarz, trener
  - Anna Jelonek, polska koszykarka
  - Yoshiyuki Matsueda, japoński kolarz torowy
  - Michele Mitchell, amerykańska skoczkini do wody
  - Zoltán Pokorni, węgierski pedagog, samorządowiec, polityk
- 1963:
  - Loreta Graužinienė, litewska ekonomistka, polityk
  - Kira Iwanowa, rosyjska łyżwiarka figurowa (zm. 2001)
  - Antoine Koné, iworyjski duchowny katolicki, biskup Odienné (zm. 2019)
  - Francesco Panetta, włoski lekkoatleta, długodystansowiec
  - Mark Pryor, amerykański polityk, senator
- 1964:
  - Joseph Khalil Aoun, libański generał, prezydent Libanu
  - Jutta Niehaus, niemiecka kolarka szosowa
  - Brad Roberts, kanadyjski gitarzysta, członek zespołu Crash Test Dummies
  - Yuh Myung-woo, południowokoreański bokser
  - Agnieszka Wielowieyska, polska urzędniczka państwowa
- 1965:
  - Choi Dae-shik, południowokoreański piłkarz
  - Slobodanka Čolović, chorwacka lekkoatletka, biegaczka średniodystansowa
  - Hiroshi Hirakawa, japoński piłkarz
  - Janusz Kaczówka, polski piłkarz, trener
  - Adam Kułach, polski politolog, orientalista, dyplomata (zm. 2022)
  - Prosper Bonaventure Ky, burkiński duchowny katolicki, biskup Dédougou
  - Ołeh Morhun, ukraiński piłkarz, bramkarz, trener
  - Diego Perren, szwajcarski curler
  - Zetti, brazylijski piłkarz
- 1966:
  - Dariusz Grzesik, polski piłkarz, trener
  - Adam Jakimowicz, polski architekt, rysownik, wykładowca akademicki
  - Kennedy McKinney, amerykański bokser
  - José Antonio Monago, hiszpański prawnik, polityk
  - Jarosław Romańczuk, białoruski ekonomista i polityk narodowości polskiej
- 1967:
  - Wojciech Bonowicz, polski dziennikarz, publicysta, poeta
  - Jan Åge Fjørtoft, norweski piłkarz
  - Maciej Śliwowski, polski piłkarz
  - Tomasz Tamborski, polski samorządowiec, starosta kołobrzeski
- 1968:
  - Keziah Jones, nigeryjski wokalista, gitarzysta
  - Attila Repka, węgierski zapaśnik
  - Agnieszka Suchora, polska aktorka
- 1969:
  - Robert Maaskant, holenderski piłkarz, trener
  - Helena Michalak, polska nadinspektor Policji
  - Andreas Reinke, niemiecki piłkarz, bramkarz
- 1970:
  - Marek Bajor, polski piłkarz
  - Geovanis Cassiani, kolumbijski piłkarz
  - Christine Malèvre, francuska seryjna morderczyni
  - Alisa Marić, serbska szachistka, polityk
  - Mirjana Marić, serbska szachistka
  - David Martínez De Aguirre Guinea, hiszpański duchowny katolicki, wikariusz apostolski Puerto Maldonado
  - Pascal Thüler, szwajcarski piłkarz
- 1971:
  - Artur Bagieński, polski polityk, samorządowiec, wicemarszałek województwa łódzkiego
  - Francisco Filho, brazylijski karateka
  - Rudi Istenič, słoweński piłkarz
- 1972:
  - Thomas Alsgaard, norweski biegacz narciarski
  - Tomasz Konieczny, polski śpiewak operowy (bas-baryton), aktor
  - Christian Mayer, austriacki narciarz alpejski
  - Maciej Skorża, polski trener piłkarski
- 1973:
  - Igor Awdiejew, kazachski piłkarz pochodzenia rosyjskiego
  - Jakob Cedergren, szwedzki aktor
  - Ryan Drummond, amerykański aktor
  - Marcin Maliński, polski pływak
  - Glenn Robinson, amerykański koszykarz
  - Félix Trinidad, portorykański bokser
- 1974:
  - Jemaine Clement, nowozelandzki muzyk, członek zespołu Flight of the Conchords, aktor
  - Steve Marlet, francuski piłkarz,
  - Hrithik Roshan, indyjski aktor
  - Sabrina Setlur, niemiecka raperka
  - Beata Sokołowska-Kulesza, polska kajakarka
  - Dan Zoler, izraelski szachista
- 1975:
  - Zakaria Al-Nashid, syryjski zapaśnik
  - Zoltán Bagó, węgierski polityk, eurodeputowany
  - Vladimír Cifranič, słowacki piłkarz, trener
  - Hai Ngoc Tran, norweski piłkarz pochodzenia wietnamskiego
  - Marina Hands, francuska aktorka
  - Sławomir Miklicz, polski samorządowiec, członek zarządu województwa podkarpackiego
  - Eduard Zacharow, rosyjski bokser (zm. 1997)
- 1976:
  - Tomasz Bagiński, polski rysownik, grafik komputerowy, reżyser filmów animowanych
  - Remy Bonjasky, holenderski kick-boxer
  - Małgorzata Lipmann, polska aktorka
  - Barbara Merta, polska siatkarka
  - Marlon Pérez Arango, kolumbijski kolarz szosowy (zm. 2024)
  - Maciej Silski, polski piosenkarz
  - Mirosław Suchoń, polski ekonomista, polityk, poseł na Sejm RP
- 1977:
  - Joris van Hout, belgijski piłkarz
  - Jorge Alberto Rojas, wenezuelski piłkarz
- 1978:
  - Tanel Tein, estoński koszykarz
  - Daniele Bracciali, włoski tenisista
  - Antonio Cupo, kanadyjski aktor, piosenkarz pochodzenia włoskiego
  - Gavin McCann, angielski piłkarz
  - Michael Pienaar, namibijski piłkarz
  - Facundo Quiroga, argentyński piłkarz
  - Brent Smith, amerykański muzyk, wokalista, członek zespołu Shinedown
  - Tamina Snuka, amerykańska wrestlerka
- 1979:
  - Edú, brazylijski piłkarz
  - Marcin Grzybowski, polski kajakarz
  - Matthew Le Nevez, australijski aktor
  - Jesús Mendoza, meksykański piłkarz
  - Francesca Piccinini, włoska siatkarka
  - Henrik Tallinder, szwedzki hokeista
- 1980:
  - Nelson Cuevas, paragwajski piłkarz
  - Fernanda Ferreira, brazylijska siatkarka
  - Petri Lindroos, fiński gitarzysta, wokalista, członek zespołu Ensiferum
  - Bernat Martínez, hiszpański motocyklista wyścigowy (zm. 2015)
  - Aleksandr Pogoriełow, rosyjski lekkoatleta, wieloboista
  - Karol Radziszewski, polski malarz, performer, publicysta
  - Sarah Shahi, amerykańska aktorka
  - Rastislav Staňa, słowacki hokeista, bramkarz
- 1981:
  - David Aganzo, hiszpański piłkarz
  - Chris Pozniak, kanadyjski piłkarz pochodzenia polskiego
  - Hayden Roulston, nowozelandzki kolarz szosowy i torowy
  - Belinda Snell, australijska koszykarka
- 1982:
  - Tomasz Brzyski, polski piłkarz
  - Markéta Chlumská, czeska siatkarka
  - Tavoris Cloud, amerykański bokser
  - Áurea Cruz, portorykańska siatkarka
  - Anna Gałek, polska biathlonistka
  - Ana Layevska, ukraińsko-meksykańska aktorka
- 1983:
  - Artur Bajer, polski koszykarz
  - Li Nina, chińska narciarka dowolna
  - Terweł Pulew, bułgarski bokser
  - Yared Shegumo, polski lekkoatleta, średnio- i długodystansowiec pochodzenia etiopskiego
- 1984:
  - Marouane Chamakh, marokański piłkarz
  - Sigamary Diarra, malijski piłkarz
  - Dex Elmont, holenderski judoka
  - Ariane Friedrich, niemiecka lekkoatletka, skoczkini wzwyż
  - John Welsh, angielski piłkarz
- 1985:
  - Dennis Alas, salwadorski piłkarz
  - Chuang Chia-jung, tajwańska tenisistka
  - Abdulkader Dakka, syryjski piłkarz
  - Sofia Ifandidu, grecka lekkoatletka, wieloboistka
  - Katarzyna Kołodziejska, polska piłkarka ręczna
  - Jonas Mačiulis, litewski koszykarz
  - Alex Meraz, amerykański aktor pochodzenia meksykańskiego
  - Robert Nilsson, szwedzki hokeista
  - Anette Sagen, norweska skoczkini narciarska
  - Chaker Zouaghi, tunezyjski piłkarz
- 1986:
  - Chen Jin, chiński badmintonista
  - Kirsten Flipkens, belgijska tenisistka
  - Suzanne Harmes, holenderska gimnastyczka
  - Adrián Hernández, meksykański bokser
  - Ewelina Toborek, polska siatkarka
  - Kenneth Vermeer, holenderski piłkarz, bramkarz
- 1987:
  - Mohammad Al-Sahlawi, saudyjski piłkarz
  - Florian Bartholomäi, niemiecki aktor
  - César Cielo, brazylijski pływak
  - Paweł Friszkemut, polski futsalista, piłkarz plażowy
  - Vicente Guaita, hiszpański piłkarz, bramkarz
  - Yoshitaka Kuroda, japoński kierowca wyścigowy
  - Leandro, portugalski piosenkarz
- 1988:
  - Rodrigo Guerrero, meksykański bokser
  - Sérine Hanaoui, algierska siatkarka
  - Jacek Kiełb, polski piłkarz
  - Marvin Martin, francuski piłkarz
  - Maximilian Munski, niemiecki wioślarz
  - Cecilia Östlund, szwedzka curlerka
  - Nurmachan Tinalijew, kazachski zapaśnik
  - Władimir Żarkow, rosyjski hokeista
- 1989:
  - Conor Dwyer, amerykański pływak
  - Magda Jagodzińska, polska siatkarka
  - Jasmin Kurtić, słoweński piłkarz
  - Michaił Poliszczuk, rosyjski pływak
  - Zuria Vega, meksykańska aktorka
  - Wu Jingbiao, chiński sztangista
- 1990:
  - Renan Buiatti, brazylijski siatkarz
  - John Carlson, amerykański hokeista
  - Sanja Gommans, serbska siatkarka
  - Mario Innauer, austriacki skoczek narciarski
  - Nicolas Jaar, chilijsko-amerykański muzyk, kompozytor, wydawca muzyczny
  - Ion Jardan, mołdawski piłkarz
  - Martin Jones, kanadyjski hokeista, bramkarz
  - Stefano Lilipaly, indonezyjski piłkarz
  - Julio Pichardo, kubański piłkarz, bramkarz
  - Stefan Šćepović, serbski piłkarz
  - Zuzanna Smykała, polska snowboardzistka
- 1991:
  - Safia Boukhima, algierska siatkarka
  - Beata Pepera, polska judoczka
  - Gonzalo Pérez de Vargas, hiszpański piłkarz ręczny, bramkarz
  - Anastasija Szyłowa, rosyjska koszykarka
- 1992:
  - Christian Atsu, ghański piłkarz (zm. 2023)
  - Kemar Bailey-Cole, jamajski lekkoatleta, sprinter
  - Daniel Godelli, albański sztangista
  - Pawieł Snurnicyn, rosyjski hokeista (zm. 2011)
  - Šime Vrsaljko, chorwacki piłkarz
  - Kamila Wasek, polska judoczka
- 1993:
  - Valentina Diouf, włoska siatkarka pochodzenia senegalskiego
  - Ryan Klapp, luksemburski piłkarz
  - Tetiana Ptaszkina, ukraińska lekkoatletka, trójskoczkini
  - Marcel Tisserand, kongijski piłkarz
- 1994:
  - Mohammed Aman, etiopski lekkoatleta, średniodystansowiec
  - Maddie Bowman, amerykańska narciarka dowolna
  - Maciej Gębala, polski piłkarz ręczny
  - Lasza Gobadze, gruziński zapaśnik
  - Faith Kipyegon, kenijska lekkoatletka, biegaczka długodystansowa
  - Aleksandr Łoktajew, rosyjski żużlowiec
  - Jonas Omlin, szwajcarski piłkarz
  - Tim Payne, nowozelandzki piłkarz
  - John Jairo Ruiz, kostarykański piłkarz
- 1995:
  - Mohamed Buya Turay, sierraleoński piłkarz
  - Michael Hadrava, czeski siatkarz
  - Paulina Hnida, polska lekkoatletka, tyczkarka
  - Erika Mota, dominikańska siatkarka
  - Maxime Ouattara, burkiński piłkarz
  - Michał Potoczny, polski piłkarz ręczny
  - Zhu Yuling, chińska tenisistka stołowa
- 1996:
  - Filippo Baldi, włoski tenisista
  - Vagner Gonçalves, kabowerdeński piłkarz
  - Paweł Lewandowski, polski siatkarz
  - Kevin Méndez, urugwajski piłkarz
  - Jason Nolf, amerykański zapaśnik
  - David Nwolokor, nigeryjski piłkarz, bramkarz
  - María Paulina Pérez, kolumbijska tenisistka
  - Ahmed Sayed, egipski piłkarz
  - Tang Kai, chiński zawodnik MMA
- 1997:
  - Vakoun Issouf Bayo, iworyjski piłkarz
  - Nandor Kuti, rumuński koszykarz
  - Bart Meijers, holenderski piłkarz
  - Miszel, polski raper
  - Akash Nandy, malezyjski kierowca wyścigowy
  - Kaan Önder, turecki kierowca wyścigowy
  - Abłajchan Żusupow, kazachski bokser
- 1998:
  - Muna Rida Abd al-Chalik Ahmad, egipska zapaśniczka
  - Livio Meier, liechtenstieński piłkarz pochodzenia szwajcarskiego
  - Michael Mmoh, amerykański tenisista pochodzenia nigeryjskiego
  - Tymofij Połujan, ukraiński siatkarz
  - Olly Simspon, australijski motocyklista wyścigowy
  - Tremont Waters, amerykański koszykarz
  - Xu Shilin, chińska tenisistka
- 1999:
  - Lara Della Mea, włoska narciarka alpejska
  - Youssouf Fofana, francuski piłkarz pochodzenia iworyjskiego
  - Mason Mount, angielski piłkarz
  - Mitsuki Saitō, japoński piłkarz
- 2000:
  - Aidan Barlow, angielski piłkarz
  - Erik Botheim, norweski piłkarz
  - Fotis Joanidis, grecki piłkarz
  - Antoni Plichta, polski lekkoatleta, sprinter
  - Sergio Villarreal, meksykański piłkarz
  - Pirmin Werner, szwajcarski narciarz dowolny
  - Sōta Yamamoto, japoński łyżwiarz figurowy
- 2001:
  - Santi Aldama, hiszpański koszykarz
  - Emilia Kośla, polska koszykarka
  - Frida Westman, szwedzka skoczkini narciarska
- 2002:
  - Isaiah Jackson, amerykański koszykarz
  - Pablo Maia, brazylijski piłkarz
  - Filip Marchwiński, polski piłkarz
  - Leyanis Pérez, kubańska lekkoatletka, trójskoczkini
  - Aleksandra Rudolf, polska łyżwiarka figurowa
- 2003 – Cesare Casadei, włoski piłkarz
- 2005 – Anne Häckel, niemiecka kombinatorka norweska
- 2007 – Maléna, ormiańska piosenkarka, autorka tekstów

## Zmarli
- 417 – Jan II, biskup Jerozolimy (ur. 356)
- 681 – Agaton, papież, święty (ur. 577?)
- 976 – Jan I Tzimiskes, cesarz bizantyński (ur. 925)
- 987 – Piotr Orseolo, doża Wenecji, pustelnik, święty (ur. 928)
- 1055 – Brzetysław I, książę Czech (ur. 1005–1012)
- 1094 – Ma’add al-Mustansir bi-Allah, kalif Kairu (ur. 1029)
- 1151 – Tybald II, hrabia Blois i Szampanii (ur. 1092)
- 1209 – Wilhelm z Donjeon, francuski duchowny katolicki, cysters, biskup Bourges, święty (ur. ?)
- 1218 – Hugo I, król Cypru (ur. 1194/1195)
- 1259 – Gonsalwy z Amaranto, portugalski dominikanin, pustelnik, błogosławiony (ur. ok. 1187)
- 1271 – Otto II, hrabia Geldrii i Zutphen (ur. ok. 1215)
- 1276 – Grzegorz X, papież (ur. ok. 1210)
- 1321 – Maria Brabancka, królowa Francji (ur. 1256)
- 1534 – Franciotto Orsini, włoski kardynał (ur. 1473)
- 1645 – William Laud, angielski duchowny anglikański, arcybiskup Canterbury (ur. 1573)
- 1654 – Kazimierz Melchiades Sapieha, polski polityk, starosta krzepicki, dworzanin królewski (ur. 1625)
- 1662 – Honoriusz II Grimaldi, książę Monako (ur. 1597)
- 1664 – Antonius Sanderus, flamandzki teolog, filolog, historyk (ur. 1586)
- 1677 – Fryderyk VI, margrabia Badenii-Durlach (ur. 1617)
- 1684 – Krzysztof Zygmunt Pac, polski szlachcic, polityk (ur. 1621)
- 1686 – Anna od Aniołów Monteagudo, peruwiańska dominikanka, błogosławiona (ur. 1602)
- 1695 – Jan Teodor Schlieben, polski ziemianin, polityk pochodzenia niemieckiego (ur. 1638)
- 1736 – Gottlieb Samuel Pristaff, serbołużycki fałszerz zabytków i dzieł sztuki (ur. ?)
- 1754 – Edward Cave, brytyjski drukarz, wydawca, dziennikarz (ur. 1691)
- 1778 – Karol Linneusz, szwedzki przyrodnik, lekarz (ur. 1707)
- 1789 – Domenico Orsini d’Aragona, włoski kardynał (ur. 1719)
- 1792 – Józef Sapieha, krajczy wielki litewski, regimentarz generalny litewski i marszałek powiatu wołkowyskiego w konfederacji barskiej (ur. 1737)
- 1794 – Georg Forster, niemiecki przyrodnik, etnolog, podróżnik (ur. 1754)
- 1800 – Federico Maria Giovanelli, włoski duchowny katolicki, biskup, patriarcha Wenecji (ur. 1726)
- 1803 – Ignacy Zaborowski, polski pijar, matematyk, geodeta (ur. 1754)
- 1805 – Walenty Gagatkiewicz, polski lekarz (ur. 1750)
- 1811 – Marie-Joseph Chénier, francuski dramaturg, polityk (ur. 1764)
- 1815 – Baltazar Hacquet, austriacki przyrodnik pochodzenia francuskiego (ur. 1739)
- 1817 – Lorenzo Caleppi, włoski kardynał, nuncjusz apostolski (ur. 1741)
- 1824 – Wiktor Emanuel I, książę Sabaudii, król Sardynii (ur. 1759)
- 1828 – Maria od Poczęcia de Batz de Trenquelléon, francuska zakonnica, współzałożycielka zakonu marynistek, błogosławiona (ur. 1789)
- 1833 – Adrien-Marie Legendre, francuski matematyk, wykładowca akademicki (ur. 1752)
- 1840 – Elżbieta Hanowerska, księżniczka brytyjska, landgrafini Hesji-Homburg (ur. 1770)
- 1842:
  - Karel Josef Jurende, czeski publicysta, wydawca kalendarzy, pedagog, geograf, meteorolog, znawca jaskiń, propagator turystyki (ur. 1780)
  - Aylmer Bourke Lambert, brytyjski botanik (ur. 1761)
- 1844:
  - Hudson Lowe, brytyjski generał, zarządca wyspy Św. Heleny (ur. 1769)
  - Joseph Ambrose Stapf, austriacki duchowny i teolog katolicki, wykładowca akademicki (ur. 1785)
- 1845 – Franciszek Ludwik Frezer, polski pułkownik, uczestnik powstania listopadowego, polityk (ur. 1798)
- 1849 – Aleksy Bochtiejew, rosyjski urzędnik państwowy, gubernator radomski (ur. 1795)
- 1855 – Mary Russell Mitford, brytyjska pisarka (ur. 1787)
- 1859 – James Esdaile, brytyjski chirurg (ur. 1808)
- 1860 – Fryderyk I Praschma, niemiecki arystokrata, pan Niemodlina, dowódca wojskowy (ur. 1786)
- 1862 – Samuel Colt, amerykański konstruktor broni (ur. 1814)
- 1864 – Karol Baliński, polski poeta, członek radykalnych grup narodowowyzwoleńczych (ur. 1817)
- 1866 – Piotr Pletniow, rosyjski pisarz, krytyk literacki (ur. 1792)
- 1867 – Karl Moriz Diesing, austriacki botanik, helmintolog, wykładowca akademicki pochodzenia polskiego (ur. 1800)
- 1868 – Karol Szajnocha, polski pisarz, historyk, działacz niepodległościowy (ur. 1818)
- 1870 – Victor Noir, francuski dziennikarz (ur. 1848)
- 1872 – Charles Combes, francuski inżynier górniczy, wykładowca akademicki (ur. 1801)
- 1878:
  - Thierry Hermès, francuski przedsiębiorca (ur. 1801)
  - William Stokes, irlandzki lekarz (ur. 1804)
- 1881 – Friedrich Wilhelm Clausewitz, niemiecki wojskowy, prezydent gdańskiej policji (ur. 1809)
- 1882 – Wincenty Morze, polski ziemianin, wojskowy, uczestnik powstania listopadowego (ur. 1809)
- 1883 – Mamerto Esquiú, argentyński duchowny katolicki, franciszkanin, biskup Córdoby, błogosławiony (ur. 1826)
- 1884 – Théodore Ratisbonne, francuski duchowny katolicki, założyciel zgromadzeń zakonnych, konwertyta z judaizmu (ur. 1802)
- 1887 – Heinrich Moritz August Nottebohm, niemiecki architekt, urbanista (ur. 1813)
- 1890 – Ignaz von Döllinger, niemiecki duchowny katolicki, teolog, historyk, wykładowca akademicki (ur. 1799)
- 1891:
  - Laza Lazarević, serbski psychiatra, pisarz (ur. 1851)
  - Władysław Zawadzki, polski pisarz, publicysta (ur. 1824)
- 1892 – Heinrich Dorn, niemiecki kompozytor (ur. 1804)
- 1893 – Carl Morgenstern(inne języki), niemiecki malarz (ur. 1811)
- 1895 – Benjamin Godard, francuski skrzypek, kompozytor (ur. 1849)
- 1900 – Wilhelm Sommer, niemiecki lekarz neurolog, psychiatra, antropolog, patolog (ur. 1852)
- 1901:
  - Gottlieb Biermann, niemiecki historyk, pedagog (ur. 1828)
  - James Dickson, australijski przedsiębiorca, polityk (ur. 1832)
- 1904:
  - Jean-Léon Gérôme, francuski malarz, rzeźbiarz (ur. 1824)
  - Johann Watterich, niemiecki duchowny i teolog katolicki, historyk, wykładowca akademicki (ur. 1826)
- 1908 – Michał Trzos, polski członek Organizacji Bojowej PPS, zamachowiec (ur. 1879)
- 1909 – John Conness, amerykański polityk pochodzenia irlandzkiego (ur. 1821)
- 1912 – Hermann Munk, niemiecki fizjolog (ur. 1839)
- 1914 – Leonia Franciszka Aviat, francuska zakonnica, święta (ur. 1844)
- 1917:
  - Buffalo Bill, amerykański myśliwy, bohater Dzikiego Zachodu (ur. 1846)
  - Viktor Madarász(inne języki), węgierski malarz (ur. 1830)
  - Zofia Mrozowicka, polska pisarka, publicystka, działaczka społeczna (ur. 1861)
- 1918:
  - Konstantin Jireček, czeski historyk (ur. 1854)
  - August Oetker, niemiecki aptekarz, przedsiębiorca, wynalazca (ur. 1862)
  - María Dolores Rodríguez Sopeña Ortega, hiszpańska błogosławiona (ur. 1848)
- 1919 – Antoni Wiwulski, polski architekt, rzeźbiarz (ur. 1877)
- 1922:
  - Shigenobu Ōkuma, japoński polityk, premier Japonii (ur. 1838)
  - Frank Tudor, australijski polityk (ur. 1866)
- 1925 – Adolf von Strümpell, niemiecki neurolog (ur. 1853)
- 1929 – Karol Trochanowski, polski chemik, balneolog, wykładowca akademicki (ur. 1854)
- 1930 – Alfred FitzRoy, brytyjski arystokrata, polityk (ur. 1850)
- 1931 – Leon Reynel, polski działacz gospodarczy, polityk, pisarz (ur. 1887)
- 1932 – Aleksander Petelewicz, polski major administracji (ur. 1893)
- 1933:
  - Władysław Dunka de Sajo, polski inżynier, przemysłowiec (ur. 1875)
  - Margaret MacDonald, szkocka malarka (ur. 1865)
- 1934 – Marinus van der Lubbe, holenderski działacz komunistyczny, sprawca podpalenia Reichstagu (ur. 1909)
- 1935:
  - Virginie Demont-Breton, francuska malarka (ur. 1859)
  - Teddy Flack, australijski tenisista, lekkoatleta, średniodystansowiec (ur. 1873)
  - Chaim Janowski, polski szachista, działacz szachowy, kupiec pochodzenia żydowskiego (ur. ok. 1867)
- 1936 – Karol Battaglia, polski major artylerii (ur. 1876)
- 1937 – Martemian Riutin, radziecki polityk (ur. 1890)
- 1938 – Otto Warburg, niemiecki botanik, działacz syjonistyczny pochodzenia żydowskiego (ur. 1859)
- 1939:
  - Robert Farnan, amerykański wioślarz (ur. 1877)
  - Stanisław Sałek, polski szeregowy (ur. 1891)
- 1940:
  - Leonia Nastał, polska zakonnica, mistyczka, pisarka religijna, czcigodna Służebnica Boża (ur. 1903)
  - Feliks Rogoziński, polski biochemik, wykładowca akademicki (ur. 1879)
  - Johanna Wilhelmine Weigel, australijska bizneswoman, projektantka wykrojów krawieckich, filantropka pochodzenia niemieckiego (ur. 1847)
- 1941:
  - Joe Penner, amerykański aktor pochodzenia węgierskiego (ur. 1904)
  - Stanisław Stanisławski, polski aktor, reżyser teatralny (ur. 1870)
- 1942:
  - Graham Steell, brytyjski kardiolog, wykładowca akademicki (ur. 1851)
  - Mieczysław Szurmiak, polski pedagog, literat, publicysta, regionalista, działacz społeczny (ur. 1890)
- 1944:
  - Nikołaj Gołowin, rosyjski generał lejtnant, emigracyjny teoretyk i historyk wojskowości, wykładowca akademicki, kolaborant (ur. 1875)
  - Bernard Michałka, polski kapral rezerwy, dowódca oddziałów partyzanckich (ur. 1910)
  - Corneel Seys, belgijski piłkarz (ur. 1912)
  - Andrej Toszew, bułgarski publicysta, dyplomata, polityk, premier Bułgarii (ur. 1867)
- 1945:
  - Josef Fitzthum, austriacki SS-Gruppenführer (ur. 1896)
  - Pēteris Juraševskis, łotewski polityk, premier Łotwy (ur. 1872)
  - Ignacy Koschembahr-Łyskowski, polski prawnik, romanista, wykładowca akademicki (ur. 1864)
  - Jan Østervold, norweski żeglarz sportowy (ur. 1876)
- 1946:
  - László Bárdossy, węgierski polityk faszystowski, dyplomata (ur. 1890)
  - Bertold Merwin, polski podpułkownik, filozof, nauczyciel, publicysta, literat, dziennikarz pochodzenia żydowskiego (ur. 1879)
- 1947 – Hanns Sachs, austriacki psychoanalityk, prawnik pochodzenia żydowskiego (ur. 1881)
- 1949:
  - Erich Dagobert von Drygalski, niemiecki geograf, geofizyk, polarnik (ur. 1865)
  - Othon Friesz, francuski malarz (ur. 1879)
  - Momcsilló Tapavicza, węgierski tenisista, sztangista, zapaśnik pochodzenia serbskiego (ur. 1872)
- 1950 – Jaroslav Kvapil, czeski reżyser teatralny, dramaturg, poeta (ur. 1868)
- 1951:
  - Bolesław Horski, polski aktor (ur. 1887)
  - Sinclair Lewis, amerykański prozaik, dramaturg, laureat Nagrody Nobla (ur. 1885)
- 1952 – Józef Andrzejewski(inne języki), polski aktor, reżyser teatralny (ur. 1884)
- 1953 – Władysław Studnicki, polski publicysta, polityk (ur. 1867)
- 1954:
  - Fred Raymond, austriacki kompozytor (ur. 1900)
  - Iwan Wołoszyn, ukraiński i radziecki polityk (ur. 1896)
- 1955 – Joseph McCabe, brytyjski pisarz, wolnomyśliciel (ur. 1867)
- 1956:
  - Zonia Baber, amerykańska geograf, geolog, wykładowczyni akademicka (ur. 1862)
  - Augustine Kandathil, indyjski duchowny katolicki obrządku syromalabarskiego, wikariusz apostolski, a następnie pierwszy arcybiskup Ernakulam (ur. 1874)
- 1957:
  - Andriej Ałdan, radziecki pułkownik, kolaborant, emigrant (ur. 1904)
  - Gabriela Mistral, chilijska poetka, dyplomatka, działaczka oświatowa, laureatka Nagrody Nobla (ur. 1889)
  - Klementyna Stattler, polska poetka, nauczycielka, działaczka niepodległościowa i oświatowa (ur. 1878)
- 1958:
  - Piotr Chwaliński, polski rolnik, samorządowiec, polityk, poseł na Sejm RP i Sejm Ustawodawczy (ur. 1889)
  - Michaił Pawłow, rosyjski metalurg, wykładowca akademicki (ur. 1863)
- 1959:
  - Kostandin Çekrezi, albański historyk, dyplomata (ur. 1892)
  - Şükrü Kaya, turecki polityk (ur. 1883)
- 1961:
  - Dashiell Hammett, amerykański pisarz (ur. 1894)
  - Rémy-Louis Leprêtre, francuski duchowny katolicki, franciszkanin, arcybiskup, dyplomata papieski (ur. 1878)
- 1962:
  - Bolesław Götze, polsko-niemiecki pastor i działacz baptystyczny, tłumacz i wydawca literatury religijnej (ur. 1888)
  - Iwan Kowal-Samborski, rosyjski aktor (ur. 1893)
  - Fauzi al-Mulki, jordański polityk, premier Jordanii (ur. 1910)
  - Ivo Schricker, niemiecki piłkarz, działacz piłkarski (ur. 1877)
- 1963 – Tadeusz Szeligowski, polski kompozytor, pedagog, prawnik (ur. 1896)
- 1965:
  - Antonín Bečvář, czeski astronom, klimatolog (ur. 1901)
  - Frederick Fleet, brytyjski marynarz, obserwator na „Titanicu” (ur. 1887)
- 1966 – Ignacy Oziewicz, polski pułkownik piechoty, komendant NSZ (ur. 1887)
- 1967:
  - Charlotte Berend-Corinth, niemiecka malarka (ur. 1880)
  - Wiktor Brosz, polski działacz ruchu robotniczego (ur. 1889)
  - Vilhelms Munters, łotewski polityk, dyplomata (ur. 1898)
- 1968:
  - Theophilus Ebenhaezer Dönges, południowoafrykański polityk, prezydent RPA (ur. 1898)
  - Nell Hall Hopman, australijska tenisistka (ur. 1909)
- 1970:
  - Pawieł Bielajew, radziecki pułkownik lotnictwa, kosmonauta (ur. 1925)
  - Mario Fortunato, argentyński piłkarz, trener (ur. 1905)
  - Charles Olson, amerykański poeta, krytyk literacki pochodzenia szwedzko-irlandzkiego (ur. 1910)
- 1971:
  - Coco Chanel, francuska projektantka mody (ur. 1883)
  - Ignazio Giunti, włoski kierowca wyścigowy (ur. 1941)
- 1972:
  - Al Goodman, amerykański kompozytor, dyrygent, aranżer, pianista pochodzenia żydowskiego (ur. 1890)
  - Henryk Rzętkowski, polski aktor (ur. 1901)
- 1973 – Eberhard Hanfstaengl, niemiecki historyk sztuki (ur. 1886)
- 1975:
  - Wiktor Charczenko, radziecki marszałek wojsk inżynieryjnych (ur. 1911)
  - Stojczo Moszanow, bułgarski prawnik, polityk (ur. 1892)
- 1976 – Howlin’ Wolf, amerykański muzyk bluesowy (ur. 1910)
- 1977:
  - Cristina Campo, włoska poetka, tłumaczka (ur. 1923)
  - Stefan Duba-Dębski, polski dziennikarz, felietonista, tłumacz (ur. 1914)
  - Gieorgij Mitieriew, radziecki lekarz, polityk (ur. 1900)
  - Jean Taris, francuski pływak (ur. 1909)
  - Ruth Graves Wakefield, amerykańska dietetyczka, restauratorka, autorka książek kucharskich (ur. 1903)
- 1978:
  - Pedro Joaquín Chamorro Cardenal, nikaraguański dziennikarz, wydawca prasowy, polityk (ur. 1924)
  - Hartwig Steenken, niemiecki jeździec sportowy (ur. 1941)
- 1979 – Alessandro Frigerio, szwajcarski piłkarz, trener pochodzenia kolumbijskiego (ur. 1914)
- 1980:
  - George Meany(inne języki), amerykański związkowiec (ur. 1894)
  - Eugenia Sienkiewicz-Przyałgowska, polska malarka (ur. 1891)
- 1981:
  - Richard Boone, amerykański aktor (ur. 1917)
  - Charlotte Mühe, niemiecka pływaczka (ur. 1910)
- 1982:
  - John Ambrose Abasolo y Lecue, hiszpański duchowny katolicki, biskup Vijayapuram w Indiach (ur. 1904)
  - Paul Lynde, amerykański aktor, komik (ur. 1926)
- 1984:
  - Toivo Loukola, fiński lekkoatleta, długodystansowiec (ur. 1902)
  - Souvanna Phouma, laotański polityk (ur. 1901)
  - Thoralf Strømstad, norweski biegacz narciarski, kombinator norweski (ur. 1897)
- 1985:
  - André Bjerke, norweski prozaik, poeta, tłumacz (ur. 1918)
  - Beno Blachut, czeski śpiewak operowy (tenor) (ur. 1913)
  - Bolesław Dziedzic, polski prawnik, sędzia, porucznik, polityk emigracyjny (ur. 1909)
  - Anton Karas, austriacki wirtuoz cytry, kompozytor (ur. 1906)
  - Wilhelm Kasper, niemiecki polityk komunistyczny, związkowiec (ur. 1892)
  - Mary Kenneth Keller, amerykańska zakonnica, pedagog, innowatorka w dziedzinie informatyki (ur. 1913)
- 1986:
  - Ernst Lehner, niemiecki piłkarz (ur. 1912)
  - Roman Saloni, polski oficer, kawaler Orderu Virtuti Militari (ur. 1895)
  - Jaroslav Seifert, czeski poeta, laureat Nagrody Nobla (ur. 1901)
- 1987:
  - Håkan Malmrot, szwedzki pływak (ur. 1900)
  - David Robinson(inne języki), brytyjski przedsiębiorca, filantrop (ur. 1904)
- 1988:
  - Barbara Marszel, polska aktorka (ur. 1929)
  - Ryszard Strzelecki, polski polityk, minister komunikacji, członek Rady Państwa (ur. 1907)
- 1989 – Walentin Głuszko, rosyjski specjalista techniki rakietowej (ur. 1908)
- 1990:
  - Juliet Berto(inne języki), francuska aktorka (ur. 1947)
  - Lyle Wheeler, amerykański scenograf (ur. 1905)
- 1991 – Wojciech Borzobohaty, polski podpułkownik, działacz kombatancki (ur. 1908)
- 1992:
  - Roberto Bonomi, argentyński kierowca wyścigowy (ur. 1919)
  - Bertil Molander, szwedzki bokser (ur. 1906)
- 1993:
  - Adam Aston, polski piosenkarz, aktor (ur. 1902)
  - Thomas B. Curtis, amerykański polityk (ur. 1911)
  - Wanda Grażyna Gałecka-Szmurło, polska adwokat, działaczka niepodległościowa i społeczna (ur. 1899)
  - Aleksander Wasilewski, polski major AK (ur. 1906)
- 1994:
  - Sven-Erik Bäck, szwedzki kompozytor, dyrygent, skrzypek (ur. 1919)
  - Erich Burck, niemiecki filolog klasyczny, wykładowca akademicki (ur. 1901)
  - Ien Dales, holenderska działaczka samorządowa, polityk (ur. 1931)
  - Jigga’el Hurwic, izraelski polityk (ur. 1918)
  - Stefan Inglot, polski historyk, działacz ruchu spółdzielczego (ur. 1902)
  - Roman Tkaczuk, rosyjski aktor (ur. 1932)
- 1995:
  - Robert Adamson, estoński pedagog, działacz komunistyczny (ur. 1928)
  - Tadeusz Gabryszewski, polski inżynier, projektant sieci wodociągowych i kanalizacji (ur. 1906)
  - Boris Guriewicz, rosyjski zapaśnik (ur. 1931)
  - Jerzy Miciński, polski dziennikarz i historyk marynista (ur. 1921)
  - Scotty Rankine, kanadyjski lekkoatleta, długodystansowiec pochodzenia szkockiego (ur. 1909)
- 1996:
  - Danuta Bredy-Brzuchowska, polska architektka (ur. 1917)
  - Grzegorz Brudko, polski bandżysta, kompozytor, aranżer, autor tekstów piosenek (ur. 1938)
- 1997:
  - Francisco Aramburu, brazylijski piłkarz (ur. 1922)
  - Sheldon Leonard(inne języki), amerykański aktor, reżyser filmowy (ur. 1907)
  - Martin Pike, brytyjski lekkoatleta, sprinter (ur. 1920)
  - Alexander Todd, szkocki biochemik, wykładowca akademicki, laureat Nagrody Nobla (ur. 1907)
- 1998:
  - Przemek Czaja, polski kibic (ur. 1984)
  - Bogdan Herink, polski kierowca rajdowy (ur. 1952)
  - Mona Karff, amerykańska szachistka pochodzenia żydowskiego (ur. 1908)
- 1999:
  - Wanda Markowska, polska pisarka, tłumaczka (ur. 1912)
  - Primož Ramovš, słoweński kompozytor (ur. 1921)
  - Juliusz Żuławski, polski prozaik, poeta, tłumacz (ur. 1910)
- 2000:
  - Arthur Batanides, amerykański aktor (ur. 1923)
  - Sam Jaffe(inne języki), amerykański producent filmowy (ur. 1901)
  - Jerzy Marendziak, polski adwokat, dyplomata (ur. 1930)
  - John Newland(inne języki), amerykański reżyser filmowy (ur. 1917)
  - Danguolė Rasalaitė, litewska niewolnica seksualna (ur. 1983)
- 2001:
  - John Ditlev-Simonsen, norweski żeglarz sportowy (ur. 1898)
  - Wołodymyr Onyszczenko, ukraiński piłkarz, trener (ur. 1915)
  - John G. Schmitz, amerykański pilot wojskowy, polityk (ur. 1930)
- 2002 – Olga Biglieri Scurto, włoska malarka, pilotka (ur. 1915)
- 2003:
  - Edward Gorol, polski rzeźbiarz (ur. 1930)
  - Ensio Siilasvuo, fiński generał (ur. 1922)
  - Roman Suchecki, polski wiolonczelista, pedagog (ur. 1933)
  - Zbigniew Zalewski, polski poeta (ur. 1923)
- 2004:
  - Spalding Gray, amerykański aktor, dramaturg (ur. 1941)
  - Alexandra Ripley, amerykańska pisarka (ur. 1934)
  - Michał Wołosewicz, polski poeta (ur. 1925)
  - Kazimierz Zieliński, polski neurobiolog, wykładowca akademicki (ur. 1929)
- 2005:
  - Margherita Carosio, włoska śpiewaczka operowa (sopran) (ur. 1908)
  - James Forman, amerykański obrońca praw człowieka (ur. 1928)
  - Kalevi Hämäläinen, fiński biegacz narciarski (ur. 1932)
  - Józefina Charlotta Koburg, wielka księżna Luksemburga (ur. 1927)
  - Helmut Losch, niemiecki sztangista (ur. 1947)
  - Jan Pieter Schotte, belgijski kardynał (ur. 1928)
- 2006:
  - Andrzej Andraszak, polski polityk, poseł na Sejm PRL (ur. 1945)
  - Imrich Stacho, słowacki piłkarz, bramkarz (ur. 1931)
  - Mariusz Stachowiak, polski fotografik (ur. 1956)
- 2007:
  - Roman Fus, polski rzeźbiarz (ur. 1960)
  - Carlo Ponti, włoski producent filmowy (ur. 1912)
- 2008:
  - Christopher Bowman, amerykański łyżwiarz figurowy (ur. 1967)
  - Maila Nurmi, fińska aktorka (ur. 1921)
- 2009:
  - Georges Cravenne, francuski producent filmowy (ur. 1914)
  - Tadeusz Mrówczyński, polski architekt, prezes SARP (ur. 1922)
  - Tadeusz Szymków, polski aktor (ur. 1958)
  - Sidney Wood, amerykański tenisista (ur. 1911)
  - Elżbieta Zawacka, polska pedagog, żołnierz AK, generał, cichociemna (ur. 1909)
- 2010:
  - Krzysztof Kowalczyk, polski siatkarz, trener (ur. 1968)
  - Crispin Sorhaindo, dominicki polityk, prezydent Dominiki (ur. 1931)
  - Torbjørn Yggeseth, norweski skoczek narciarski (ur. 1934)
- 2011:
  - John Dye, amerykański aktor (ur. 1963)
  - Borivoje Kostić, jugosłowiański piłkarz (ur. 1930)
  - Juanito Navarro, hiszpański aktor (ur. 1926)
- 2012:
  - Takao Sakurai, japoński bokser (ur. 1941)
  - Gework Wartanian, rosyjski pułkownik, agent wywiadu (ur. 1924)
- 2013:
  - Christel Adelaar, holenderska piosenkarka, aktorka (ur. 1935)
  - Roman Drejza, polski poeta, działacz społeczny (ur. 1924)
  - Jarema Klich, polski muzyk, gitarzysta (ur. 1968)
  - Maciej Korwin, polski reżyser teatralny (ur. 1953)
  - Michał Smolorz, polski dziennikarz, publicysta, scenarzysta (ur. 1955)
- 2014:
  - Vüqar Həşimov, azerski szachista (ur. 1986)
  - Zbigniew Messner, polski ekonomista, wykładowca akademicki, polityk, premier PRL (ur. 1929)
  - Salvatore Nicolosi, włoski duchowny katolicki, biskup Lipari i Noto (ur. 1922)
- 2015:
  - Pierre-André Fournier, kanadyjski duchowny katolicki, arcybiskup Rimouski (ur. 1943)
  - Jim Hogan, irlandzki lekkoatleta, maratończyk (ur. 1933)
  - Junior Malanda, belgijski piłkarz pochodzenia kongijskiego (ur. 1994)
  - Slobodan Martinović, serbski szachista (ur. 1945)
  - Taylor Negron, amerykański aktor, komik, scenarzysta (ur. 1957)
  - Francesco Rosi, włoski reżyser i scenarzysta filmowy (ur. 1922)
  - Robert Stone, amerykański pisarz (ur. 1937)
- 2016:
  - David Bowie, brytyjski piosenkarz, kompozytor, autor tekstów, multiinstrumentalista, producent muzyczny, aranżer, aktor (ur. 1947)
  - Francis Hurley, amerykański duchowny katolicki, arcybiskup metropolita Anchorage (ur. 1927)
  - Kalevi Lehtovirta, fiński piłkarz (ur. 1928)
  - Jusuf Zu’ajjin, syryjski polityk, premier Syrii (ur. 1931)
- 2017:
  - Fernand Decanali, francuski kolarz szosowy i torowy (ur. 1925)
  - Roman Herzog, niemiecki polityk, prezydent Niemiec (ur. 1934)
  - Ryszard Parulski, polski adwokat, szermierz, działacz sportowy (ur. 1938)
  - Andrzej Rybski, polski hokeista (ur. 1953)
  - Oliver Smithies, amerykański genetyk, laureat Nagrody Nobla (ur. 1925)
- 2018:
  - Rocky Agusta, włoski kierowca wyścigowy (ur. 1950)
  - Étienne Bally, francuski lekkoatleta, sprinter (ur. 1923)
  - Eddie Clarke, brytyjski gitarzysta, wokalista, członek zespołu Motörhead (ur. 1950)
  - David Fisher, amerykański pisarz, scenarzysta (ur. 1929)
- 2019:
  - Agnieszka Bojanowska, polska montażystka filmowa (ur. 1932)
  - Erminio Enzo Boso, włoski polityk, eurodeputowany (ur. 1945)
- 2020:
  - Neda Arnerić, serbska aktorka (ur. 1953)
  - Wolfgang Dauner, niemiecki pianista jazzowy (ur. 1935)
  - Czesław P. Dutka, polski filolog, historyk i teoretyk literatury (ur. 1936)
  - Guido Messina, włoski kolarz torowy i szosowy (ur. 1931)
  - Petko Petkow, bułgarski piłkarz, trener (ur. 1946)
  - Kabus ibn Sa’id, sułtan Omanu (ur. 1940)
- 2021:
  - Hubert Auriol, francuski kierowca rajdowy (ur. 1952)
  - Adam Dyczkowski, polski duchowny katolicki, biskup zielonogórsko-gorzowski (ur. 1932)
  - Gothard Kokott, polski piłkarz, trener (ur. 1943)
  - Julie Strain, amerykańska aktorka, modelka (ur. 1962)
- 2022:
  - Herbert Achternbusch, niemiecki pisarz, reżyser i scenarzysta filmowy (ur. 1938)
  - Jan Ciechanowicz, polski pisarz, historyk, działacz mniejszości polskiej na Litwie (ur. 1946)
  - Deon Lendore, trinidadzko-tobagijski lekkoatleta, sprinter (ur. 1992)
  - Ali Mitgutsch, niemiecki autor książek ilustrowanych, malarz (ur. 1935)
  - Olavi Rinteenpää, fiński lekkoatleta, długodystansowiec (ur. 1924)
  - Burke Shelley, walijski wokalista, basista, członek zespołu Budgie (ur. 1950)
  - Əbdürrəhman Vəzirov, azerski pamiętnikarz, polityk komunistyczny (ur. 1930)
  - Gary Waldhorn, brytyjski aktor (ur. 1943)
- 2023:
  - Jeff Beck, brytyjski gitarzysta rockowy, członek zespołu The Yardbirds (ur. 1944)
  - István Deák, amerykański historyk, dziennikarz, wykładowca akademicki (ur. 1926)
  - Traudl Hecher, austriacka narciarka alpejska (ur. 1943)
  - Konstantyn II, król Grecji, żeglarz sportowy (ur. 1940)
  - Antonina Kowtunow, polska śpiewaczka operowa (sopran) (ur. 1946)
  - George Pell, australijski duchowny katolicki, arcybiskup metropolita Melbourne i Sydney, kardynał (ur. 1941)
  - Ireneusz (Skopelitis), grecki duchowny prawosławny, patriarcha Jerozolimy (ur. 1939)
  - Jerzy Wilkin, polski ekonomista, wykładowca akademicki (ur. 1947)
- 2024:
  - Terry Bisson, amerykański pisarz science fiction i fantasy (ur. 1942)
  - Louis Le Pensec, francuski ekonomista, samorządowiec, polityk, minister rolnictwa (ur. 1937)
  - Janusz Majewski, polski reżyser i scenarzysta filmowy (ur. 1931)
  - Ignacy Nowak, polski szachista (ur. 1949)
  - Conrad E. Palmisano, amerykański aktor, reżyser filmowy (ur. 1948)
- 2025:
  - Thelma Hopkins, brytyjska lekkoatletka, skoczkini wzwyż (ur. 1936)
  - Andrzej Kraśnicki, polski działacz sportowy, prezes ZPRP i PKOl (ur. 1949)
  - Kamen Penew, bułgarski zapaśnik (ur. 1959)
  - Longin Pastusiak, polski historyk, politolog, polityk, poseł na Sejm, marszałek Senatu RP (ur. 1935)